# 澳洲胡桃
澳洲胡桃（学名：Macadamia ternifolia）为山龍眼科澳洲胡桃屬下的一个种。